# A Heroic Rescue
A Heroic Rescue è un cortometraggio muto del 1913 scritto e diretto da Charles M. Seay.

## Produzione
Il film fu prodotto dalla Edison Company.

## Distribuzione
Distribuito dalla General Film Company, il film - un cortometraggio di 152 metri - uscì nelle sale cinematografiche degli Stati Uniti il 12 febbraio 1913. Il 23 aprile 1913 venne distribuito anche nel Regno Unito.